# Пасуш (Мелгасу)
Пасуш (порт. Paços) — район (фрегезия) в Португалии, входит в округ Виана-ду-Каштелу. Является составной частью муниципалитета Мелгасу. По старому административному делению входил в провинцию Минью. Входит в экономико-статистический субрегион Минью-Лима, который входит в Северный регион. Население составляет 379 человек на 2001 год. Занимает площадь 4,8 км².